# Хуарес, Джесси
Дже́сси Хуа́рес (англ. Jesse Juarez; 8 мая 1981, Торранс) — американский боец смешанного стиля, представитель средней и полусредней весовых категорий. Выступает на профессиональном уровне начиная с 2006 года, известен по участию в турнирах таких бойцовских организаций как Bellator, Strikeforce, League S-70, KOTC, MFC, Shark Fights и др. Владел титулами чемпиона организаций Invincible и CFC, был претендентом на титул чемпиона MFC, участник десятого сезона гран-при Bellator полусреднего веса.

## Биография
Джесси Хуарес родился 8 мая 1981 года в городе Торранс, штат Калифорния, имеет французские, итальянские и тонганские корни. Ещё во время учёбы в школе North High School увлекался многими видами спорта, в особенности футболом, лёгкой атлетикой и борьбой. Поступил в высшее учебное заведение Golden West College, из которого впоследствии перевёлся в Montana State University–Northern — при этом он продолжал заниматься борьбой, неоднократно выигрывал различные студенческие и университетские соревнования.

### Профессиональная карьера
Ещё будучи школьником, Хуарес с интересом следил за смешанными единоборствами, и сразу по окончании университета в 2006 году он дебютировал в ММА на профессиональном уровне — провёл один поединок в Мексике и нокаутировал своего соперника за 43 секунды. Тем не менее, уже в следующем бою встретился с Брайаном Бейкером и в третьем раунде проиграл ему удушающим приёмом сзади. Начало карьеры складывалось для него не очень удачно, он дрался преимущественно в местных калифорнийских промоушенах, таких как Invincible (владел титулом чемпиона Invincible в средней и полусредней весовых категориях), Total Fighting Alliance, Chaos in the Cage, Long Beach Fight Night, при этом победы чередовались с поражениями. В сентябре 2008 года провёл один бой в престижной организации Strikeforce, проиграл рычагом локтя в первом же раунде Люку Стюарту.
Имея в послужном списке восемь побед и пять поражений, в 2009 году Хуарес привлёк к себе внимание крупного американского промоушена Bellator и успешно дебютировал здесь, одержав три победы в течение трёх месяцев. Также в этот период принимал участие в турнирах канадской организации MFC — в ноябре 2010 года удостоился права оспорить введённый титул чемпиона MFC в полусреднем весе, однако уступил сдачей другому претенденту, бразильцу Дугласу Лиме. Несколько раз дрался и на территории Австралии, в частности завоевал и дважды защитил титул чемпиона в полусреднем весе такой австралийской организации как Cage Fighting Championships. В июне 2011 года на турнире Shark Fights состоялся его бой против Джоша Нира, в первом раунде Хуарес получил травму и не смог выйти на второй раунд, в результате чего ему засчитали поражение техническим нокаутом.
Начиная с 2013 года Джесси Хуарес продолжил активно выступать в Bellator, победил раздельным решение судей Джордана Смита, затем поймал в «гильотину» и заставил сдаться Джо Уильямса. Участвовал в десятом сезоне гран-при Bellator полусредневесов — изначально на стадии четвертьфиналов должен был драться с россиянином Андреем Корешковым, однако из-за травм нескольких участников гран-при турнирная сетка была изменена, и в конечном счёте он встретился с Адамом Макдоно. Бой между ними продлился все три раунда, в итоге судьи единогласно отдали победу Макдоно. Позже Хуарес победил единогласным судейским решением Рона Кеслара и побывал на турнире в России, где удушающим приёмом проиграл Хусейну Халиеву. В 2015 году вскоре после поражения от Рики Рейни Хуарес вместе с семью другими бойцами был уволен из Bellator.
Впоследствии дрался в различных менее престижных промоушенах, подписал контракт с организацией KOTC. В 2016 году на турнире ACB в Тбилиси рычагом локтя проиграл россиянину Беслану Исаеву, кроме того, на турнире League S-70 в Сочи техническим нокаутом уступил российскому самбисту Алексею Иванову.

## Статистика в профессиональном ММА
| Боёв 36  | Побед 23 | Поражений 13 |
| -------- | -------- | ------------ |
| Нокаутом | 6        | 4            |
| Сдачей   | 8        | 7            |
| Решением | 8        | 2            |
| Другие   | 1        | 0            |

| Результат | Рекорд | Соперник          | Способ                            | Турнир                                  | Дата             | Раунд | Время | Место               | Примечание                                                   |
| --------- | ------ | ----------------- | --------------------------------- | --------------------------------------- | ---------------- | ----- | ----- | ------------------- | ------------------------------------------------------------ |
| Поражение | 23–13  | Алексей Иванов    | TKO (удары руками)                | League S-70: Plotforma VII              | 21 августа 2016  | 1     | 4:30  | Сочи, Россия        |                                                              |
| Поражение | 23–12  | Беслан Исаев      | Сдача (рычаг локтя)               | ACB 35: In Memory of Guram Gugenishvili | 6 мая 2016       | 1     | 1:45  | Тбилиси, Грузия     |                                                              |
| Победа    | 23–11  | Френк Шуман       | Сдача (треугольник руками)        | KOTC: Title At The Torch                | 17 октября 2015  | 1     | 3:47  | Лак-ду-Фламбо, США  |                                                              |
| Поражение | 22–11  | Рики Рейни        | KO (удар коленом)                 | Bellator 137                            | 15 мая 2015      | 2     | 1:13  | Темекьюла, США      |                                                              |
| Поражение | 22–10  | Хусейн Халиев     | Сдача (удушение)                  | Battle in Grozny                        | 14 марта 2015    | 1     | N/A   | Грозный, Россия     |                                                              |
| Победа    | 22–9   | Рон Кеслар        | Единогласное решение              | Bellator 125                            | 19 сентября 2014 | 3     | 5:00  | Фресно, США         |                                                              |
| Поражение | 21–9   | Адам Макдоно      | Единогласное решение              | Bellator 112                            | 14 марта 2014    | 3     | 5:00  | Хаммонд, США        | Четвертьфинал гран-при 10 сезона Bellator полусреднего веса. |
| Победа    | 21–8   | Джо Уильямс       | Сдача (гильотина)                 | Bellator 106                            | 2 ноября 2013    | 1     | 0:57  | Лонг-Бич, США       |                                                              |
| Победа    | 20–8   | Дэниел Маквильямс | TKO (удары руками)                | BAMMA USA: Badbeat 10                   | 9 августа 2013   | 1     | 2:24  | Коммерс, США        |                                                              |
| Победа    | 19–8   | Джордан Смит      | Раздельное решение                | Bellator 90                             | 21 февраля 2013  | 3     | 5:00  | Солт-Лейк-Сити, США |                                                              |
| Победа    | 18–8   | Роберт Уиттакер   | Единогласное решение              | Cage Fighting Championship 21           | 18 мая 2012      | 5     | 5:00  | Сидней, Австралия   | Защитил титул CFC в полусреднем весе.                        |
| Поражение | 17–8   | Леандру Силва     | TKO (остановлен врачом)           | EFWC: The Untamed 2                     | 30 марта 2012    | 1     | 5:00  | Анахайм, США        |                                                              |
| Победа    | 17–7   | Гаджи Зайпуллаев  | Сдача (удушение сзади)            | FEFoMP: Battle of Empires 1             | 17 декабря 2011  | 2     | 2:15  | Хабаровск, Россия   |                                                              |
| Победа    | 16–7   | Мануэль Родригес  | Единогласное решение              | CFC 18: Juarez vs. Rodriguez            | 26 августа 2011  | 5     | 5:00  | Сидней, Австралия   | Защитил титул CFC в полусреднем весе.                        |
| Поражение | 15–7   | Джош Нир          | TKO (травма)                      | Shark Fights 16: Neer vs. Juarez        | 25 июня 2011     | 1     | 5:00  | Одесса, США         |                                                              |
| Поражение | 15–6   | Дуглас Лима       | Сдача (рычаг локтя треугольником) | MFC 27                                  | 12 ноября 2010   | 3     | 2:37  | Эноч, Канада        | Бой за введённый титул MFC в полусреднем весе.               |
| Победа    | 15–5   | Джастин Марри     | Решение большинства               | Cage Fighting Championships 13          | 16 апреля 2010   | 5     | 5:00  | Саутпорт, Австралия | Выиграл титул чемпиона CFC в полусреднем весе.               |
| Победа    | 14–5   | Мауру Кименту     | Сдача (удушение сзади)            | Collision in the Cage                   | 20 марта 2010    | 3     | 1:42  | Ирвайн, США         |                                                              |
| Победа    | 13–5   | Нейтан Ганн       | KO (ногой в голову)               | MFC 24                                  | 26 февраля 2010  | 1     | 0:11  | Эноч, Канада        |                                                              |
| Победа    | 12–5   | Джо Кристофер     | Единогласное решение              | MFC 23                                  | 4 декабря 2009   | 3     | 5:00  | Эноч, Канада        |                                                              |
| Победа    | 11–5   | Майки Гомес       | Единогласное решение              | Bellator 10                             | 5 июня 2009      | 3     | 5:00  | Онтэрио, США        | Бой в промежуточном весе 175 lb.                             |
| Победа    | 10–5   | Дирей Дэвис       | TKO (удары руками)                | Bellator 7–8                            | 15 мая 2009      | 2     | 4:47  | Чикаго, США         |                                                              |
| Победа    | 9–5    | Майки Гомес       | TKO (удары руками)                | Bellator 2                              | 10 апреля 2009   | 1     | 4:23  | Анкасвилл, США      |                                                              |
| Победа    | 8–5    | Джон Флеминг      | Сдача (гильотина)                 | Colosseo Championship Fighting          | 6 марта 2009     | 1     | 0:46  | Эдмонтон, Канада    |                                                              |
| Победа    | 7–5    | Томас Кенни       | Сдача (удары руками)              | Long Beach Fight Night 3                | 4 января 2009    | 2     | 2:07  | Лонг-Бич, США       |                                                              |
| Поражение | 6–5    | Люк Стюарт        | Сдача (рычаг локтя)               | Strikeforce: At The Mansion II          | 20 сентября 2008 | 1     | 4:55  | Беверли-Хиллз, США  |                                                              |
| Победа    | 6–4    | Джон Уолш         | TKO                               | Long Beach Fight Night 1                | 17 августа 2008  | 1     | 2:14  | Лонг-Бич, США       |                                                              |
| Поражение | 5–4    | Брет Бергмарк     | Единогласное решение              | Iroquois MMA Championships 3            | 26 апреля 2008   | 3     | 5:00  | Саут-Дандас, Канада |                                                              |
| Победа    | 5–3    | Эрик Мидерс       | Вербальная сдача                  | Invincible MMA                          | 8 марта 2008     | 4     | 0:51  | Онтэрио, США        | Выиграл титул чемпиона Invincible в полусреднем весе.        |
| Поражение | 4–3    | Кейси Райан       | Сдача (треугольник)               | TC 25: Fight Club                       | 15 декабря 2007  | 1     | 2:27  | Сан-Диего, США      |                                                              |
| Поражение | 4–2    | Фабиу Насименту   | Сдача (удары руками)              | EFWC: The Untamed                       | 6 октября 2007   | 1     | 4:50  | Анахайм, США        |                                                              |
| Победа    | 4–1    | Роберт Саркози    | N/A                               | GC 69: Bad Intentions                   | 22 сентября 2007 | 1     | N/A   | Сакраменто, США     |                                                              |
| Победа    | 3–1    | Джейми Флетчер    | Единогласное решение              | Invincible 4: It's All About the Action | 21 июля 2007     | 5     | N/A   | Онтэрио, США        | Выиграл титул чемпиона Invincible в среднем весе.            |
| Победа    | 2–1    | Джейкоб Нудел     | Сдача (рычаг локтя)               | Total Fighting Alliance 6               | 28 апреля 2007   | 1     | 1:02  | Санта-Моника, США   |                                                              |
| Поражение | 1–1    | Брайан Бейкер     | Сдача (удушение сзади)            | Chaos in the Cage 2                     | 6 апреля 2007    | 3     | 1:38  | Сан-Бернардино, США |                                                              |
| Победа    | 1–0    | Гильермо Смит     | KO                                | Extreme Full Contact 3                  | 14 октября 2006  | 1     | 0:43  | Мехикали, Мексика   |                                                              |